# En route vers l'Alaska
Série En route vers…
En route vers le Maroc
(1942) En route vers Rio
(1947)
Pour plus de détails, voir Fiche technique et Distribution.
En route vers l'Alaska (on trouve aussi En route pour l'Alaska) (Road to Utopia) est un film américain réalisé par Hal Walker, sorti en 1946.

## Fiche technique
- Titre : En route vers l'Alaska ou En route pour l'Alaska
- Titre original : Road to Utopia
- Réalisation : Hal Walker, assisté d'Alvin Ganzer (non crédité)
- Scénario : Norman Panama et Melvin Frank
- Production : Paul Jones et Buddy G. DeSylva producteur exécutif (non crédité)
- Société de production : Paramount Pictures
- Musique : Leigh Harline
- Chorégraphie : Danny Dare
- Image : Lionel Lindon
- Effets spéciaux : Collaborateurs divers, dont Loyal Griggs, Deveraux et Gordon Jennings (les deux premiers non crédités)
- Direction artistique : Hans Dreier et Roland Anderson
- Décorateur de plateau : George Sawley
- Costumes : Edith Head
- Pays d'origine : États-Unis
- Format : Noir et blanc - Son : Mono (Western Electric Mirrophonic Recording)
- Genre : Comédie
- Durée : 90 minutes
- Dates de sortie : 
  - États-Unis : 27 février 1946 (New York)
  - États-Unis : 22 mars 1946 (sortie nationale)
  - France : 11 décembre 1946

## Distribution
- Bing Crosby : Duke Johnson/Junior Hooton
- Bob Hope : Chester Hooton
- Dorothy Lamour : Sal Van Hoyden
- Hillary Brooke : Kate
- Douglass Dumbrille : Ace Larson
- Jack La Rue : LeBec
- Robert Barrat : Sperry
- Nestor Paiva : McGurk
- Robert Benchley : Le narrateur
- Charles Gemora (non crédité) : l'ours

## Chansons
Paroles : Johnny Burke - Musique : Jimmy Van Heusen
- Good Time Charlie chanté par Bing Crosby et Bob Hope
- It's Anybody's Spring chanté par Bing Crosby et Bob Hope
- Personality chanté par Dorothy Lamour
- Welcome to My Dream chanté par Bing Crosby
- Put It There, Pal chanté par Bing Crosby et Bob Hope
- Would You? chanté par Dorothy Lamour